# Fördraget i Preobrazjenskoje
Fördraget i Preobrazjenskoje förhandlades fram av Johann Patkul och undertecknades den 22 november 1699 i Preobrazjenskoje (numera en del av Moskva). Det tillkom efter ett informellt möte mellan den ryske tsaren Peter den store och August den starke i Rava-Ruska i augusti 1698. 
Avtalet innebar en allians och uppdelning av det svenska riket mellan Danmark, Ryssland, Kurfurstendömet Sachsen och det Polsk-litauiska samväldet. Efter fördraget bröt det stora nordiska kriget ut. Patkul och August II hade redan några månader tidigare försökt att bilda en allians med Danmark och Preussen, men kurfursten Fredrik I visade inget intresse. I maj 1699 reste dock Patkul till Köpenhamn och fick den danske kungen Fredrik IV att gå med i alliansen.